# سیدی عبدالرحمان (استان شلف)
سیدی عبدالرحمان (استان شلف) (به عربی: سيدي عبد الرحمان) یک شهرداری در الجزایر است که در استان الشلف واقع شده‌است. سیدی عبدالرحمان ۳٬۶۳۰ نفر جمعیت دارد.